# Tigers du Missouri
Les Tigers du Missouri (en anglais : Missouri Tigers) sont un club omnisports universitaire américain qui se réfère aux 18 équipes sportives féminines et masculines qui représentent l'université du Missouri et qui participent aux compétitions organisées par la National Collegiate Athletic Association au sein de sa Division I.
Ses équipes sont membres de la Division Est de la Southeastern Conference depuis 2012 après avoir été membre de la Big Eight Conference (de 1907 à 1996) et la Big 12 Conference (de 1996 à 2012).
Les installations sportives sont situées sur le campus universitaire situé à Columbia dans l'État du Missouri. 
La présente page est principalement dédiée au traitement du football américain au sein de l'université.

## Sports représentés

Autreidentité visuelle.

| Hommes (8)                                  | Femmes (10)       |
| ------------------------------------------- | ----------------- |
| Athlétisme †                                | Athlétisme †      |
| Basketball                                  | Basketball        |
| Cross country                               | Cross country     |
| Golf                                        | Golf              |
| Natation/Plongeon                           | Natation/Plongeon |
| Lutte                                       | Tennis            |
| Football américain                          | Football (soccer) |
| Baseball                                    | Softball          |
|                                             | Gymnastique       |
|                                             | Volleyball        |
| † – Athlétisme en salle et/ou en plein air. |                   |

## Football américain

### Descriptif en fin de saison 2023
- Couleurs :   (noir et or)[1].

- Surnom : Tigers

- Dirigeants :
  - Directeur sportif : Laird Veatch
  - Entraîneur principal : Eliah Drinkwitz (en) , 4e saison, bilan : 28 - 21 (57,14 %)

- Stade :
  - Nom : Faurot Field at Memorial Stadium
  - Capacité : 71 168
  - Surface de jeu : gazon naturelle
  - Lieu : Columbia, Missouri

- Conférence : 
  - Actuelle : Southeastern Conference
  - Anciennes : 
    - Big 12 (1996–2011)
    - Big Eight (1907–1995)
      - MVIAA (1907–1964), non officiellement dénommée Big Six (1928–1947), Big Seven (1947–1957) et Big Eight (1957–1963)

    - Indépendants (1898–1906)
    - Western Interstate University Football Association - WIUFA (1892–1897)
    - Indépendants (1890–1892)

- Internet :
  - Nom site Web : mutigers.com
  - URL : http://www.mutigers.com

- Bilan des matchs :
  - Victoires : 704 (52,4 %)
  - Défaites : 587
  - Nuls : 52

- Bilan des Bowls : 
  - Victoires : 16 (44,4 %)
  - Défaites : 20

- College Football Playoff :
  - Apparitions : 0
  - Bilan : -
  - Apparitions en College Football Championship Game : 0

- Titres :
  - Titres nationaux non réclamés : 3 (1909, 1960, 2007)
  - Titres nationaux : 0
  - Titres de conférence : 15 (3 WIUFA, 12 Big Eight)
  - Titres de division : 5 (Big 12 Nord (3) : 2007, 2008, 2010 - SEC Est (2) : 2013, 2014

- Joueurs :
  - Meilleures statistiques individuelles de l'histoire des Tigers (en).
  - Vainqueurs du Trophée Heisman : 0
  - Sélectionnés All-American : 14

- Hymne : Fight Tiger

- Mascotte : un Tigre du Bengale dénommé Truman the Tiger (en)'. Il apparaît pour la première fois lors du match contre les Aggies d'Utah State en 1986. Son nom fait référence à l'ancien président des États-Unis, Harry S Truman. La mascotte a été désignée à trois reprises "Nation's Best Mascot" (Meilleure mascotte du pays) depuis 1986 et la dernière fois en 2004[2].

- Fanfare : Marching Mizzou (en)

- Rivalités : 
  - Actuelles : 
    - Arkansas Razorbacks (Battle Line Rivalry)
    - Illinois Fighting Illini (rivalité (en))

  - Anciennes : 
    - Kansas Jayhawks (rivalité (en))
    - Iowa State Cyclones (rivalité (en))
    - Nebraska Cornhuskers (rivalité (en))
    - Oklahoma Sooners (rivalité (en))

### Histoire
La première équipe de football américain de l'université a été formée en 1890 par la classe sophomore de l'école académique (actuellement dénommé le Collège des Arts et des Sciences). Ils rencontrent une équipe d'étudiants en ingénierie en avril de cette année grâce aux encouragements d'un professeur de l'université, Dr A. L. McRea. L'intérêt pour ce sport s’accroît très vite parmi les étudiants, les professeurs et les administrateurs ce qui conduit le 10 octobre 1890 à la création d'une association. Le premier match contre une autre université a lieu lors du Thanksgiving Day 1890. Missouri rencontre Washington devant un parterre de 3 000 spectateurs à St. Louis dans le Missouri. L'équipe de l'Université de Washington qui jouait depuis plusieurs années déjà va battre aisément celle de Missouri sur le score de 28 à rien.

### Palmarès
(dernière mise à jour en fin de saison 2019)
Les Tigers du Missouri ont officiellement remporté 15 titres de conférence et 5 titres de champion de division.
- Titres de champion national :

Les Tigers ont été déclarés champions de la nation à deux reprises par des agences de cotation mineures mais aucun de ces titres n'est officiellement réclamé par Missouri,.
| Saison | Entraîneur  | Sélectionneur      | Bilan de saison régulière |
| ------ | ----------- | ------------------ | ------------------------- |
| 1960   | Dan Devine  | Poling System (en) | 11–0 †                    |
| 2007   | Gary Pinkel | Anderson & Hester  | 12–2                      |
† Le bilan de la saison 1960 était de 10 victoires pour 1 défaite (contre Kansas) mais à la suite d'infractions commises par l'équipe de Kansas, la NCAA a invalidé la défaite. Le bilan officiel est donc de 11 victoires.
- Titres de champion de conférence :

| Saison | Conférence | Entraîneur           | Bilan de saison | Bilan en conférence |
| --- | ---------- | -------------------- | --------------- | ------------------- |
| 1893 † | WIUFA (en) | Harry Orman Robinson | 4–3             | 2–1                 |
| 1894 † | WIUFA (en) | Harry Orman Robinson | 4–3             | 2–1                 |
| 1895 † | WIUFA (en) | C.D. Bliss           | 7–1             | 2–1                 |
| 1909 | Big Eight  | William Roper        | 7–0–1           | 4–0–1               |
| 1913 | Big Eight  | Chester Brewer       | 7–1             | 4–0                 |
| 1919 | Big Eight  | John F. Miller       | 5–1–2           | 4–0–1               |
| 1924 | Big Eight  | Gwinn Henry          | 7–2             | 5–1                 |
| 1925 | Big Eight  | Gwinn Henry          | 6–1–1           | 5–1                 |
| 1927 | Big Eight  | Gwinn Henry          | 7–2             | 5–1                 |
| 1939 | Big Eight  | Don Faurot           | 8–2             | 5–0                 |
| 1941 | Big Eight  | Don Faurot           | 8–2             | 5–0                 |
| 1942 | Big Eight  | Don Faurot           | 8–3–1           | 4–0–1               |
| 1945 | Big Eight  | Chauncey Simpson     | 6–4             | 5–0                 |
| 1960 ^ | Big Eight  | Dan Devine           | 11–0            | 7–0                 |
| 1969 † | Big Eight  | Dan Devine           | 9–2             | 6–1                 |
| Titres de champion de conférence : Big Eight : 12 - WIUFA : 3 |            |                      |                 |                     |
| † : Co-champions ^ : Le titre de 1960 a été attribué de façon rétroactive à la suite des sanctions prises à l'encontre de Kansas par la NCAA, cette équipe ayant utilisé un joueur inéligible lors de ce match. |            |                      |                 |                     |
- Titres de champion de division :

Les Tigers ont été membres de la Conférence Big 12 et de sa division Nord de 1996 à 2011. Ils rejoignent ensuite la SEC et sa division Est en 2012. Missouri a remporté 5 titres de division.
| Saison                                               | Division    | Adversaire en finale de conférence | Résultat en finale de conférence |
| ---------------------------------------------------- | ----------- | ---------------------------------- | -------------------------------- |
| 2007 †                                               | Big 12 Nord | Sooners de l'Oklahoma              | P 17–38                          |
| 2008 †                                               | Big 12 Nord | Sooners de l'Oklahoma              | P 21–62                          |
| 2010 †                                               | Big 12 Nord | -                                  | -                                |
| 2013                                                 | SEC Est     | Tigers d'Auburn                    | P 42–59                          |
| 2014                                                 | SEC Est     | Crimson Tide de l'Alabama          | P 13–42                          |
| Titres de champion de division : Big 12 : 3 - SEC: 2 |             |                                    |                                  |
| † : Co-champions                                     |             |                                    |                                  |
- Bowls :

Missouri a participé à 36 bowls dont 10 bowls majeurs : 4 Orange Bowls, 3 Cotton Bowls, 2 Sugar Bowls et 1 Fiesta Bowl.
| Saison                            | Entraîneur       | Bowl                           | Adversaire                              | Résultat   |
| --------------------------------- | ---------------- | ------------------------------ | --------------------------------------- | ---------- |
| 1924                              | Gwinn Henry      | Los Angeles Christmas Festival | Trojans de l'USC                        | P, 7–20    |
| 1939                              | Don Faurot       | Orange Bowl 1940               | Yellow Jackets de Georgia Tech          | P, 7–21    |
| 1941                              | Don Faurot       | Sugar Bowl 1942                | Rams de Fordham                         | P, 0–2     |
| 1945                              | Chauncey Simpson | Cotton Bowl Classic 1946       | Longhorns du Texas                      | P, 27–40   |
| 1948                              | Don Faurot       | Gator Bowl 1949                | Tigers de Clemson                       | P, 23–24   |
| 1949                              | Don Faurot       | Gator Bowl 1950                | Terrapins du Maryland                   | P, 7–20    |
| 1959                              | Dan Devine       | Orange Bowl 1960               | Bulldogs de la Géorgie                  | P, 0–14    |
| 1960                              | Dan Devine       | Orange Bowl 1961               | Midshipmen de la Navy                   | G, 21–14   |
| 1962                              | Dan Devine       | Bluebonnet Bowl 1962           | Yellow Jackets de Georgia Tech          | G, 14–10   |
| 1965                              | Dan Devine       | Sugar Bowl 1966                | Gators de la Floride                    | G, 20–18   |
| 1968                              | Dan Devine       | Gator Bowl 1968                | Crimson Tide de l'Alabama               | G, 35–10   |
| 1969                              | Dan Devine       | Orange Bowl 1970               | Nittany Lions de Penn State             | P, 3–10    |
| 1972                              | Al Onofrio       | Fiesta Bowl 1972               | Sun Devils d'Arizona State              | P, 35–49   |
| 1973                              | Al Onofrio       | Sun Bowl 1973                  | Tigers d'Auburn                         | G, 34–17   |
| 1978                              | Warren Powers    | Liberty Bowl 1978              | Tigers de LSU                           | G, 20–15   |
| 1979                              | Warren Powers    | Hall of Fame Classic 1979      | Gamecocks de la Caroline du Sud         | G, 24–14   |
| 1980                              | Warren Powers    | Liberty Bowl 1980              | Boilermakers de Purdue                  | P, 25–28   |
| 1981                              | Warren Powers    | Tangerine Bowl 1981            | Golden Eagles de Southern Miss          | G, 19–17   |
| 1983                              | Warren Powers    | Holiday Bowl 1983              | Cougars de BYU                          | P, 17–21   |
| 1997                              | Larry Smith      | Holiday Bowl 1997              | Rams de Colorado State                  | P, 24–35   |
| 1998                              | Larry Smith      | Insight.com Bowl 1998          | Mountaineers de la Virginie-Occidentale | G, 34–31   |
| 2003                              | Gary Pinkel      | Independence Bowl 2003         | Razorbacks de l'Arkansas                | P, 14–27   |
| 2005                              | Gary Pinkel      | Independence Bowl 2005         | Gamecocks de la Caroline du Sud         | G, 38–31   |
| 2006                              | Gary Pinkel      | Sun Bowl 2006                  | Beavers d'Oregon State                  | P, 38–39   |
| 2007                              | Gary Pinkel      | Cotton Bowl Classic 2008       | Razorbacks de l'Arkansas                | G, 38–7    |
| 2008                              | Gary Pinkel      | Alamo Bowl 2008                | Wildcats de Northwestern                | G, 30–23ET |
| 2009                              | Gary Pinkel      | Texas Bowl 2009                | Midshipmen de la Navy                   | P, 13–35   |
| 2010                              | Gary Pinkel      | Insight Bowl 2010              | Hawkeyes de l'Iowa                      | P, 24–27   |
| 2011                              | Gary Pinkel      | Independence Bowl 2011         | Tar Heels de la Caroline du Nord        | G, 41–24   |
| 2013                              | Gary Pinkel      | Cotton Bowl Classic 2014       | Cowboys d'Oklahoma State                | G, 41–31   |
| 2014                              | Gary Pinkel      | Citrus Bowl 2015               | Golden Gophers du Minnesota             | G, 33–17   |
| 2017                              | Barry Odom       | Texas Bowl 2017                | Longhorns du Texas                      | P, 33–16   |
| 2018                              | Barry Odom       | Liberty Bowl 2018              | Cowboys d'Oklahoma State                | P, 33–38   |
| 2021                              | Eli Drinkwitz    | Armed Forces Bowl 2021         | Black Knights de l'Army                 | P, 22–24   |
| 2022                              | Eli Drinkwitz    | Gasparilla Bowl 2022           | Demon Deacons de Wake Forest            | P, 17–27   |
| 2023                              | Eli Drinkwitz    | Cotton Bowl Classic 2023       | Buckeyes d'Ohio State                   | G, 14– 3   |
| Bilan : 16 victoires, 20 défaites |                  |                                |                                         |            |

### Rivalités
(dernière mise à jour en fin de saison 2023)
| Rival                    | Victoire | Défaite | Nul | Dénomination de la rivalité | 1er match | Dernier match |
| ------------------------ | -------- | ------- | --- | --------------------------- | --------- | ------------- |
| Arkansas Razorbacks      | 10       | 4       | 0   | Battle Line Rivalry         | 1906      | 2023          |
| Illinois Fighting Illini | 17       | 7       | 0   | Arch Rivalry (en)           | 1896      | 2010          |
| Kansas Jayhawks          | 57       | 54      | 9   | Border War (en)             | 1891      | 2011          |
| Iowa State Cyclones      | 61       | 34      | 9   | -                           | 1896      | 2011          |
| Nebraska Cornhuskers     | 36       | 65      | 3   | -                           | 1892      | 2010          |
| Oklahoma Sooners         | 25       | 67      | 5   | -                           | 1902      | 2024          |

## Numéros retirés
Missouri a actuellement retiré six numéros de maillots.
| No | Nom                 | Poste        | Carrière      |
| -- | ------------------- | ------------ | ------------- |
| 23 | Johnny Roland (en)  | Half back    | 1962, 1964–65 |
| 23 | Roger Wehrli (en)   | Cornerback   | 1966–68       |
| 27 | Brock Olivo (en)    | Running back | 1994–97       |
| 37 | Bob Steuber (en)    | End/Halfback | 1940–43       |
| 42 | Darold Jenkins (en) | Center       | 1939–41       |
| 44 | Paul Christman (en) | Halfback     | 1938–40       |
| 83 | Kellen Winslow      | Tight end    | 1975–78       |

### College Football Hall of Fame
Missouri possède quinze de ses membres ayant été intronisés au College Football Hall of Fame.
| Joueur              | Poste         | Année d'intronisation |
| ------------------- | ------------- | --------------------- |
| Bill Roper (en)     | Entraîneur    | 1951                  |
| Paul Christman (en) | Quarterback   | 1956                  |
| Don Faurot (en)     | Entraîneur    | 1961                  |
| Bob Steuber (en)    | Halfback      | 1971                  |
| Jim Phelan (en)     | Entraîneur    | 1973                  |
| Ed Travis (en)      | Tackle        | 1974                  |
| Darold Jenkins (en) | Center        | 1976                  |
| Frank Broyles (en)  | Entraîneur    | 1983                  |
| Dan Devine          | Entraîneur    | 1985                  |
| Johnny Roland (en)  | Halfback      | 1998                  |
| Kellen Winslow      | Tight end     | 2002                  |
| Roger Wehrli (en)   | Cornerback    | 2003                  |
| Lloyd Carr          | Quarterback   | 2011                  |
| Gary Pinkel (en)    | Entraîneur    | 2022                  |
| Jeremy Maclin       | Wide receiver | 2023                  |

### Pro Football Hall of Fame
Deux joueurs de Missouri ont été intronisés au Pro Football Hall of Fame :
- Kellen Winslow, Tight end (1995)
- Roger Wehrli (en), Cornerback (2007)

## Basketball
Les basketteurs utilisent depuis 2004 la Mizzou Arena, salle de 15 061 places, inaugurée en novembre 2004. Avant cette date, les matchs de basket-ball se tenaient au Hearnes Center, salle de 13 611 places (1972-2004).
- Hommes :
  - NCAA Tournoi Elite - 8 meilleurs : 1944, 1976, 1994†, 2002, 2009
  - NCAA Tournoi Sweet Sixteen - 16 meilleurs : 1976, 1980, 1982, 1989, 1994†, 2002, 2009
  - NCAA Tournoi Round of 32 - 32 meilleurs : 1976, 1978, 1980, 1982, 1983, 1989, 1992, 1994†, 2001, 2002, 2003, 2009, 2010
  - Apparitions au tournoi final national NCAA : 1944, 1976, 1978, 1980, 1981, 1982, 1983, 1986, 1987, 1988, 1989, 1990, 1992, 1993, 1994†, 1995, 1999, 2000, 2001, 2002, 2003, 2009, 2010, 2011, 2012, 2013, 2018
  - Champions du tournoi de la conférence : 1978, 1982, 1987, 1989, 1991, 1993, 2009, 2012
  - Champions de la saison régulière de la conférence : 1918, 1920, 1921, 1922, 1930, 1939, 1940, 1976, 1980, 1981, 1982, 1983, 1987, 1990, 1994

† = annuléé par la NCAA
- Femmes :
  - NCAA Tournoi Elite - 8 meilleurs : -
  - NCAA Tournoi Sweet Sixteen - 16 meilleurs : 1982, 2001
  - NCAA Tournoi Round of 32 - 32 meilleurs : 1986, 2001, 2016, 2017, 2019
  - Apparitions au tournoi final national NCAA : 1982, 1983, 1984, 1985, 1986, 1994, 2001, 2004, 2006, 2016, 2017, 2018, 2019
  - Champions du tournoi de la conférence : 1985, 1986, 1994
  - Champions de la saison régulière de la conférence : 1978, 1987, 1990

## Baseball
- Gagnant du College World Series (champion national NCAA) : 1954
- Finaliste du College World Series : 1952, 1958, 1964
- Apparitions au College World Series : 1952, 1954, 1958, 1962, 1963, 1964
- Apparitions au tournoi final de la NCAA : 1952, 1954, 1958, 1962, 1963, 1964, 1965, 1976, 1978, 1980, 1981, 1988, 1991, 1996, 2003, 2004, 2005, 2006, 2007, 2008, 2009, 2012
- Champions de Conference Big 12 : 2012
- Champion de Conference Big 6 : 1917, 1930